# Phonicosia oviseparata
Phonicosia oviseparata är en mossdjursart som först beskrevs av Brown 1952.  Phonicosia oviseparata ingår i släktet Phonicosia och familjen Lacernidae. Inga underarter finns listade i Catalogue of Life.